# White & Case
White & Case LLP es una firma internacional de abogados con sede en la ciudad de Nueva York, Estados Unidos. El bufete fue fundado en Nueva York en 1901 y se ha convertido en uno de los bufetes de abogados más importantes del mundo. White & Case es bien conocida por su experiencia en fusiones y adquisiciones, arbitraje internacional y financiación de proyectos.
La compañía se ha expandido más allá de Nueva York, abriendo oficinas en las principales ciudades de EE. UU. y de todo el mundo, y cuenta con grupos en ejercicio en mercados emergentes como América Latina, Europa Central y del Este, África, Oriente Medio y Asia. White & Case cuenta con 40 oficinas en 28 países de todo el mundo.